# Əsgər Abdullayev
Əsgər Abdullayev, ros. Аскер Мамед-оглы Абдуллаев, Askier Mammied ogły Abdułłajew (ur. 27 marca 1960 w Baku, Azerbejdżańska SRR) – azerski piłkarz, grający na pozycji obrońcy, a wcześniej pomocnika, trener piłkarski.

## Kariera piłkarska

### Kariera klubowa
W 1979 zaczął grać w Neftçi PFK, w którym występował do zakończenia kariery piłkarza w roku 1994.

## Kariera trenerska
Po zakończeniu kariery piłkarza rozpoczął pracę szkoleniowca. Najpierw pomagał trenować Şəfa Baku. W 2000 roku stał na czele młodzieżowej reprezentacji Azerbejdżanu, którą prowadził do 2002. Od 25 października 2002 po dymisji Vaqifa Sadıqova pełnił obowiązki głównego trenera, a 17 maja 2003 został mianowany na stanowisko selekcjonera narodowej reprezentacji Azerbejdżanu, którą kierował do końca 2003 roku. Potem pomagał trenować reprezentację. W 2005 objął prowadzenie FK Baku, ale w marcu 2006 podał się do dymisji. 11 czerwca 2006 stał na czele Olimpik-Şüvəlan Baku, w którym pracował do 2009. Od lipca 2011 do 12 października 2012 prowadził Turan Tovuz. W maju 2013 został mianowany na stanowisko głównego trenera Arazu Nachiczewan.

## Sukcesy i odznaczenia

### Sukcesy piłkarskie
Neftçi Baku
- finalista Pucharu Federacji Piłki Nożnej ZSRR: 1988
- mistrz Azerbejdżanu: 1992
- zdobywca Superpucharu Azerbejdżanu: 1993

### Sukcesy trenerskie
Bakı FK
- zdobywca Pucharu Azerbejdżanu: 2005

Olimpik-Şüvəlan Baku
- wicemistrz Azerbejdżanu: 2008

### Sukcesy indywidualne
- trener roku w Azerbejdżanie: 2008

### Odznaczenia
- tytuł Mistrza Sportu ZSRR: 1990